# Germano Vega Campón
Dom Frei Germano Vega Campón, O.S.A. (Amusco, 11 de outubro de 1878  —  Bragança Paulista, 13 de maio de 1961) foi um frade agostiniano e sacerdote católico espanhol, bispo e primeiro prelado da então Prelazia de Jataí.

## Vida religiosa e presbiterado
Nascido Germán Vega Campón,  professou na Ordem de Santo Agostinho e foi ordenado aos vinte e quatro anos, em 20 de dezembro de 1902. Mudando-se para o Brasil como missionário, estabeleceu-se na região sudoeste de Goiás. Doutor em Teologia, foi uma dos grandes personalidades a serviço de Jataí, durante vinte e cinco anos. Sua maior obra foi à criação do Colégio Nossa Senhora do Bom Conselho, entregue a um grupo de religiosas agostinianas, o primeiro colégio de nível secundário instalado em Jataí. Em 1929, quando a Prelazia de Jataí foi criada pela Santa Sé, Frei Germano foi nomeado seu Administrador Apostólico, tomando posse em 28 de abril de 1931, assim governando-a por dez anos.

## Episcopado
Em 19 de abril de 1941, o papa Pio XII o nomeou bispo titular de Oreus e primeiro prelado de Jataí. Foi sagrado bispo pelo núncio apostólico no Brasil, o arcebispo Benedetto Aloisi Masella, em 1 de junho de 1941, sendo co-consagrantes Dom Emanuel Gomes de Oliveira S.D.B. - então bispo de Goiás - e Dom José Maurício da Rocha - primeiro bispo de Bragança Paulista.
Em 8 de maio de 1955, o papa Pio XII aceitou a sua renúncia apresentada por motivos de saúde. Em 8 de março de 1955, mudou-se para Bragança Paulista, onde veio a falecer em 13 de maio de 1961, aos oitenta e dois anos. Em 1971, seu corpo embalsamado foi transferido para Jataí, sendo sepultado na cripta da capela de Nossa Senhora de Guadalupe, do Instituto Espírito Santo.